# Sikkim Tourism Development Corporation
Sikkim Tourism Development Corporation — державне підпріємство в індійському штаті Сіккім, що займається гелікоптерними перевезеннями туристів. Від центрального гелікоптерного майданчику в Ґанґтоці компанія здійснює перельоти до найближчого аеропорту Баґдоґра і по кільком маршрутам всередині штату, зокрема доставляє альпіністів до гір та пропонує їм необхідне обладнання. Для прикладу, переліт до Баґдоґри, що займає 30 хвилин, коштує 1500 рупій.